# Amniataba caudavittata
Amniataba caudavittata és una espècie de peix pertanyent a la família dels terapòntids.

## Descripció
- Pot arribar a fer 30 cm de llargària màxima.[2][3]

## Alimentació
És un omnívor bentònic: els joves mengen algues i petits crustacis, mentre que els exemplars més madurs es nodreixen principalment de poliquets.

## Hàbitat
És un peix marí, d'aigua dolça i salabrosa; bentopelàgic i de clima tropical.

## Distribució geogràfica
Es troba al Pacífic occidental central: Austràlia i Nova Guinea.

## Observacions
És inofensiu per als humans.